# جزيرة مود
جزيرة مود (بالإنجليزية: Maud Island)‏؛ (بالماورية: Te Hoiere‏)؛ هي واحدة من أكبر الجزر في مارلبورو ساوندز على الطرف الشمالي الشرقي من الجزيرة الجنوبية لنيوزيلندا، وتبلغ مساحتها الإجمالية 320 هِكتارًا.

## انظُر أيضًا
- قدفيش
- ليتل بيير